# 苏呼米
43°00′05″N 41°01′24″E / 43.0015252°N 41.0234153°E

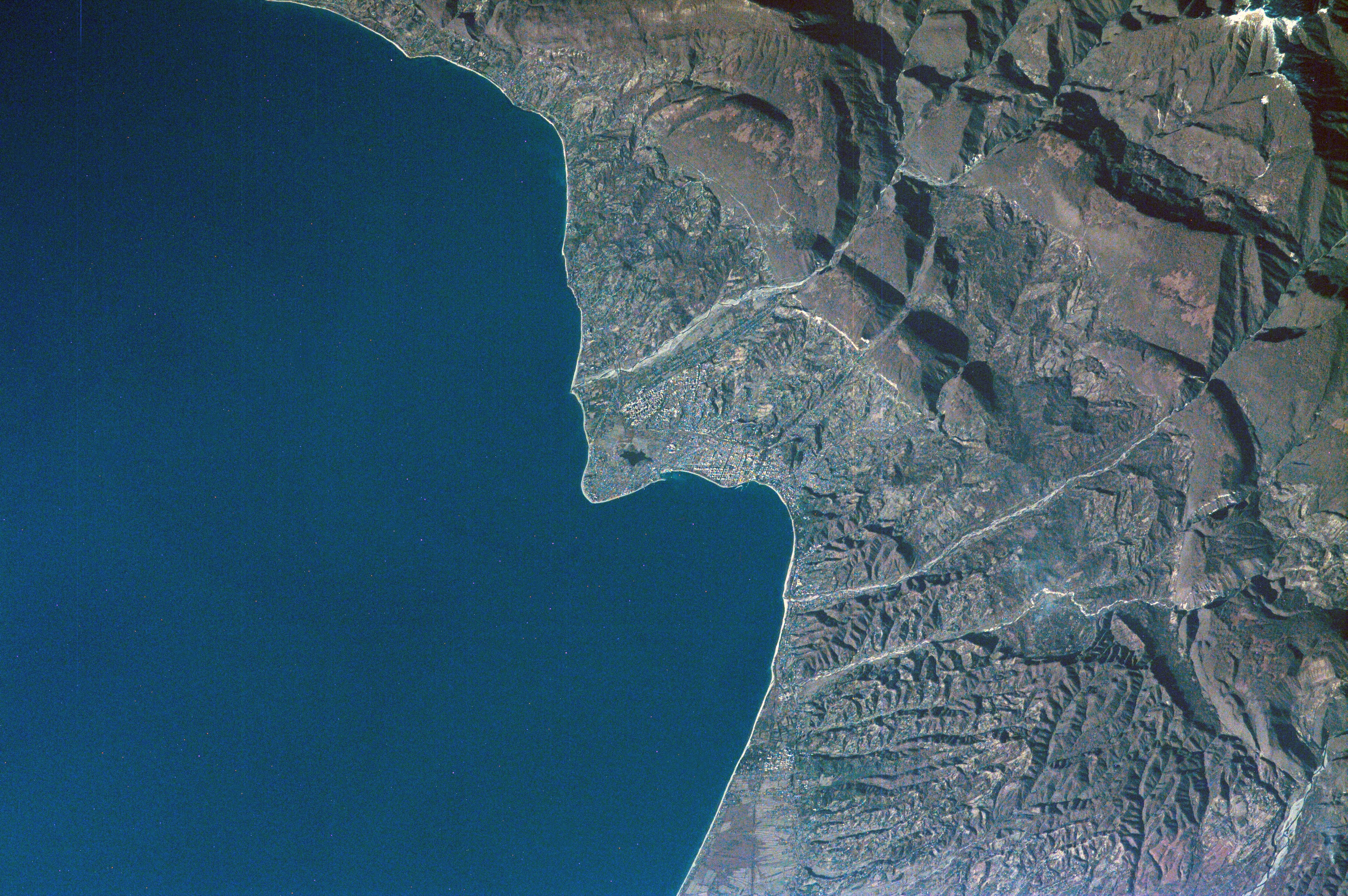
苏呼米卫星图像

苏呼米（明格列尔语：სოხუმი），是阿布哈茲自治共和國的首府，也是阿布哈茲共和國的首都。

## 概况
苏呼米位于黑海东岸，是一个重要港口，也是铁路枢纽和度假胜地。苏呼米拥有一座国际机场，以及不少著名温泉和植物园。直到1992年之前，苏呼米都是一个多元化的城市，市民使用的语言多达九种。

## 历史
苏呼米的历史可以追述到公元前6世纪中期，当时来自古希腊城邦米利都的殖民者击败当地居民科尔基斯人，在这里建立了一座城邦，称为“狄奥斯库里亚”（Διοσκουριός），这是米利都人建立的最远的殖民地。
前2世纪，本都国王米特里達梯六世征服了整个城邦，不久，随着古罗马征服本都，该地也成为罗马版图的一部分。屋大维在位时，将此地命名为“塞巴斯蒂波利斯”。但是，该城的辉煌早已过去，根据老普林尼的记载，该城基本已是废城。
542年，东罗马帝国军队自毁全城，以防其落入波斯萨珊王朝之手。565年，查士丁尼一世又重建城堡，此后该地始终归属东罗马，直到阿拉伯帝国于736年征服该地。
此后，该地逐渐发展为格鲁吉亚同欧洲交流的主要港口之一，热那亚人在14世纪一度在此建立定居点。1451年，奥斯曼帝国海军攻占该港，并在长达一个世纪的争夺战后于1570年确立了对该地的主权。
1810年，俄国海军炮轰该港，并于1864年将该地并入俄罗斯帝国。十月革命以后，该城也陷入内战，1921年3月4日，苏联红军攻占该城，不久，格鲁吉亚加入苏联。到1989年，苏呼米已发展成为拥有11万人口的旅游胜地。
但是，在随后的岁月中，苏呼米成为阿布哈兹独立运动和格鲁吉亚政府军队发生冲突的焦点。1992年到1993年，阿布哈兹武装围攻苏呼米长达一年，造成了惨重的平民伤亡。战后，阿布哈兹武装在该城展开种族清洗，使得如今的苏呼米几乎成为阿布哈兹人的天下。